# Thomas Knauf
Thomas Knauf (* 1951 in Halle (Saale)) ist ein deutscher Drehbuchautor.

## Biografie
Thomas Knauf absolvierte das Abitur und verdiente sich später mit wechselnden Berufen seinen Lebensunterhalt, unter anderem als Schlosser, Theater-Requisiteur oder Filmplakatmaler. Von 1971 bis 1976 sammelte er erste Erfahrungen als Regieassistent beim DDR-Fernsehen. Von 1976 bis 1980 folgte ein filmwissenschaftliches Studium in Potsdam-Babelsberg. Daraufhin war er als Regieassistent an István Szabós Oscar-prämiertem Spielfilm Mephisto beteiligt.
Von 1981 bis 1990 arbeitete Knauf als Drehbuchautor für die DEFA. In dieser Zeit lieferte der die Drehbuchvorlage für Michael Gwisdeks Spielfilmdebüt Treffen in Travers, der eine Episode im Leben des jakobinischen Intellektuellen, Weltreisenden und Revolutionärs Georg Forster (1754–1794) schildert. 1990 verfasste er das Filmskript zu Peter Kahanes Die Architekten, in dem ein fast vierzigjähriger Architekt seinen ersten großen Auftrag erhält. Der fantasievollen Planung eines kulturellen Zentrums in einem Berliner Neubauviertel steht jedoch das ständige Misstrauen der Vorgesetzten im Wege.
Nach der Wiedervereinigung 1990 übersiedelte Knauf für mehrere Jahre in die Vereinigten Staaten, wo er sich in New York Videoarbeiten und der Fernsehmoderation widmete. Ebenfalls war er Auslandskorrespondent der deutschen Wochenzeitung Freitag. 1995/96 war er Autor und Regisseur des ORB-Kulturmagazins Querstraße. Seit Mitte der 1990er Jahre führte Knauf bei mehreren Dokumentarfilmen, für die er die Drehbücher schrieb, Regie, darunter Wir waren so frei (2008). Das filmische Essay hat den Theaterregisseur Jürgen Gosch (1943–2009) und die Dreharbeiten zu seinem Film Experimente (1980/81) zum Thema, Goschs einzige Spielfilmarbeit.
Thomas Knauf lebt in Berlin-Prenzlauer Berg. Neben der Arbeit als Drehbuchautor gibt er seit Mitte der 1990er Jahre Drehbuchseminare. Lehraufträge führten ihn unter anderem an die Hochschule für Film und Fernsehen Potsdam, die Hochschule für Schauspielkunst „Ernst Busch“ und die Deutsche Film- und Fernsehakademie Berlin.

## Filmografie (Auswahl)

### Drehbuchautor
- 1986: Rabenvater
- 1987: Vorspiel
- 1989: Treffen in Travers
- 1990: Die Architekten
- 1992: Die Spur des Bernsteinzimmers
- 1993: Preußen und die Toleranz (Dokumentarfilm)
- 1996: Brennendes Herz (TV)
- 1997: Polizeiruf 110: Heißkalte Liebe
- 1999: Ein Mann steht auf (TV)
- 1999: Journey into the Sun
- 2001: Tatort (Fernsehserie, Episode: Exil)
- 2001 Poison Heart  (Kinofilm)

### Regisseur
- 1976: Daniel Druskat (Regie-Assistenz)
- 1979: Eine Nummer zu klein (Kurzfilm)
- 1992: Der Schinkel von Babelsberg (Dokumentarfilm)
- 1994: Zurück nach Taree (Dokumentarfilm)
- 1995: Nepal, Land zwischen Himmel und Erde (Dokumentarfilm)
- 1995: Nepal, Land zwischen Gestern und Morgen (Dokumentarfilm)
- 1995: Shalom Israel (Dokumentarfilm)
- 2002: Rückkehr nach Tribecastan (Dokumentarfilm – nicht beendet)
- 2004: Klaus Kuron – Spion in eigener Sache (Dokumentarfilm)
- 2004: Marcuses Asche (Dokumentarfilm)
- 2008: Wir waren so frei (Dokumentarfilm)
- 2014: Holtz – Gespräche um nichts (Dokumentarfilm)
- 2016: Als wir die Zukunft waren (Dokumentarfilm, Episode: Die kurzen Ferien von 68)
- 2016: Ein weiterer Tag in meinem Leben – der Künstler Urs Jaeggi (Dokumentarfilm)
- 2023 Liebe und Zorn (Dokumentarfilm, Episode: Ostende)

### Filmrollen
- 1986: Rabenvater
- 2013: Casanova (Dokudrama) Nebenrolle

## Literarische Werke
- 1997: Bahnhof Berlin. Hrsg. Katja Lange-Müller. dtv  –  Mitautor
- 2000: Jenseits von Hollywood. Verlag der Autoren – Mitautor
- 2004: Orangenmond im Niemandsland. Hrsg. Torsten Schulz. VISTAS-Verlag Berlin – Mitautor
- 2008: Der fremde Freund:Ulrich Plenzdorf. In: Scenario 2. Bertz & Fischer Verlag
- 2009: Tagebuch des Teufels. In: Lettre International, Ausgabe 86, Herbst 2009
- 2010: Pat Hobby's Babelsberg-Stories. In: Scenario 4. Bertz & Fischer Verlag
- 2011: Der Mann, der seinen Kopf für einen Witz verlor In: Scenario 5. Bertz & Fischer Verlag
- 2011: grenz/über – Texte für Urs Jaeggi. Stroemfeld Verlag – Mitautor
- 2011: Babelsberg-Storys – Erlebnisse eines Drehbuchautors in Ost und West. Alexander Verlag. ISBN 978-3-89581-242-2
- 2011: Guten Morgen, Herr Bergman! In: Lettre International, Ausgabe 95, Winter 2011
- 2012: Die Nächte der Kanzlerin (Auswahl). In: Scenario 6. Bertz & Fischer Verlag
- 2012: Der Golem vom Prenzlauer Berg. Ein Prenzlauer Berg Krimi. be.bra verlag, Berlin, ISBN 978-3-89809-526-6
- 2012: Berliner Weisse mit Schuss. Ein Prenzlauer Berg Krimi. be.bra verlag, Berlin, ISBN 978-3-89809-527-3
- 2012: Das Gelbe Unterseeboot. In: Lettre International, Ausgabe 98, Herbst 2012
- 2012: Vom Tauchen im Eis. In: Lettre International, Ausgabe 101, Sommer 2013
- 2013: Mord hält jung. Ein Prenzlauer Berg Krimi. be.bra verlag, Berlin, ISBN 978-3-89809-532-7
- 2013: La Zona Rossa. In: Lettre International, Ausgabe 103, Winter 2013
- 2014: Das Recht auf Unglück. In: Scenario 8. Bertz & Fischer 2014
- 2014: Prag im Winter. In: Lettre International, Ausgabe 104, Frühjahr 2014
- 2014: Warschauer Skizzen. In: Lettre International, Ausgabe 107, Winter 2014
- 2014: Die Nächte der Kanzlerin. Erzählung. Divan Verlag Berlin, ISBN 978-3-86327-024-7
- 2015: Die Stimme von Monica Vitti. In: Scenario 9. Bertz & Fischer 2015
- 2016: drei Filmerzählungen aus ‘Einsame Männer’. In: Scenario 10, Bertz & Fischer 2016
- 2018: Der Gott der kleinen Hunde. Buchverlag Stangl, Paderborn 2018, ISBN 978-3-93496-990-2

## Auszeichnungen
- 1988: DDR-Hörspielpreis für Die Stunde des Augenblicks
- 1988: Max-Ophüls-Preis für Vorspiel
- 1989: Treffen in Travers Offiziell ausgewählt in Cannes 1989 (Un Certain Regard),
- 1990: DDR-Kritikerpreis 1990 für Treffen in Travers
- 1990: Hauptpreis und Preise für besten männlichen und weiblichen Darsteller des Nationalen Spielfilmfestivals der DDR für Treffen in Travers

- 1990: Sonderpreis und Preis der Katholischen Kirche des Nationalen Spielfilmfestivals der DDR für Die Architekten
- 1994: Preis für die beste Vorlesung an der University of Chico, California